# Carles Puyol
Carles Puyol Saforcada (Puebla de Segur, Lérida, 13 de abril de 1978) es un exfutbolista español. Jugaba en la posición de defensa y su único equipo durante su trayectoria fue el F. C. Barcelona, de la Primera División de España, del que fue capitán desde la temporada 2004-05. Tras su retirada trabajó como parte del Área de Dirección Deportiva de Fútbol del F. C. Barcelona, cargo al cual renunció el 5 de enero de 2015.
Fue internacional absoluto con la selección española entre 2000 y 2013, sumando un total de 100 partidos. Con ella se proclamó campeón de Europa en 2008 y campeón del Mundo en 2010.
Puyol inició su carrera profesional integrando las filas del F. C. Barcelona B, donde logró disputar más de 80 partidos. En la temporada 1999-00 hizo su debut oficial en el primer equipo, de la mano del entonces entrenador, el neerlandés Louis van Gaal. En esa misma temporada logró disputar 37 partidos y al año siguiente recibió el Premio Don Balón al mejor jugador revelación. Consiguió su primer título oficial en la temporada 2004-05, al consagrarse campeón de La Liga y en 2006 obtuvo su primer título de clubes a nivel internacional, al ganar la Champions League. Como internacional, hizo su debut oficial con la selección española en 2000, en un encuentro que disputó ante los Países Bajos. Es el segundo futbolista en la historia del F. C. Barcelona con mayor cantidad de partidos disputados en todas las competiciones, con más de 550 encuentros oficiales, y el séptimo jugador en la historia de la selección española con mayor cantidad de partidos disputados, con un total de 100. Con la selección española ha participado en tres Copas Mundiales (Corea y Japón 2002, Alemania 2006 y Sudáfrica 2010), una Copa Confederaciones (Sudáfrica 2009), dos Eurocopas (Portugal 2004, Austria-Suiza 2008) y los Juegos Olímpicos de Sídney 2000.
Entre sus distinciones más reconocidas destaca el haber sido elegido como mejor defensa de la Champions League en 2006 y haber sido seleccionado en seis ocasiones en el equipo del año de la UEFA (2002, 2005, 2006, 2008, 2009 y 2010). El 18 de enero de 2012 Puyol fue uno de los once integrantes del equipo de los Equipos del Año de los editores de la UEFA. También ha sido incluido en el Equipo del año de la FIFA/FIFPro World XI en tres ocasiones: 2007, 2008 y 2010. Fue seleccionado por los diarios The Sun (Reino Unido) y Don Balón (España) como uno de los cuatro mejores defensas de la década en 2009 y 2010 respectivamente. La FIFA lo ha seleccionado en tres ocasiones para formar parte de su equipo ideal tras la Eurocopa de 2008, la Copa Confederaciones de 2009 y el Mundial 2010. En 2011 fue galardonado con la Medalla de Oro de la Real Orden del Mérito Deportivo, máxima distinción individual del deporte otorgada en España.
En 2009, Puyol se convirtió en el primer capitán en la historia del Barcelona en levantar seis copas en un mismo año (Liga Española, Copa del Rey, Supercopa de España, Champions League, Supercopa de Europa y Mundial de Clubes). Durante su carrera futbolística desde 1999 hasta su retirada en la temporada 2013-2014 Puyol ganó 21 títulos con su club y 2 títulos internacionales con la Selección de España: la Eurocopa en 2008 y el Mundial 2010.
Por todos estos logros con su club, con la selección española y por sus distinciones logradas, Puyol es considerado por la prensa y por diversos entes deportivos como uno de los mejores defensas centrales de la historia. Así mismo, la FIFA lo considera como uno de los mejores defensas del mundo y de la historia del fútbol. En una entrevista realizada por el diario español As al exjugador italiano Franco Baresi (considerado como uno de los más grandes defensas en la historia), este definió a Puyol como un jugador de élite y dijo que es uno de los mejores del mundo.

## Trayectoria deportiva

### Fútbol Club Barcelona "B"
Ha desarrollado su carrera profesional en el F. C. Barcelona, al que llegó en la temporada 1995-1996, para integrarse en sus categorías inferiores. Puyol inició su carrera profesional integrando las filas del F. C. Barcelona B, donde logró disputar más de 80 partidos. Debutó como extremo derecho retrasando su posición paulatinamente.

### Fútbol Club Barcelona
En la temporada 1999-00 hizo su debut oficial en el primer equipo, de la mano del entonces entrenador, el neerlandés Louis van Gaal, el 2 de octubre de 1999, en partido de Liga ante el Real Valladolid disputado en el estadio Zorrilla. En esa misma temporada logró disputar 37 partidos y al año siguiente recibió el Premio Jugador Revelación de la Liga.
El entrenador Louis van Gaal empezó colocando a Puyol durante dos temporadas como lateral derecho. En esa posición enseguida se consolidó, destacando como un gran marcador que siempre se ocupaba de marcar a los mejores delanteros del conjunto rival. Su polivalencia le permitió ocupar diferentes posiciones, en función de las necesidades del equipo. Finalmente se consolidó como defensa central, posición en que se afianzó definitivamente.
En 2003, el entonces presidente barcelonista Joan Gaspart le firmó una ampliación de contrato con el conjunto catalán hasta el 30 de junio de 2007, que lo convirtió en uno de los jugadores mejor pagados de la plantilla, con una cláusula de rescisión de 180 millones de euros.

#### Temporada 2004/05
Antes de que empezara la temporada 2004-05, Puyol es nombrado capitán del equipo, habiendo sido elegido por sus compañeros con la aprobación de Frank Rijkaard, sucediendo así a Luis Enrique y Philip Cocu, quienes dejaron el club la temporada anterior.

#### Temporada 2005/06
Consiguió su primer título oficial el 14 de mayo de 2005, al consagrarse campeón de La Liga 2004/2005, y en 2006 obtuvo su primer título de clubes a nivel internacional, al ganar la Champions League, siendo elegido el mejor defensa de la Liga de Campeones.

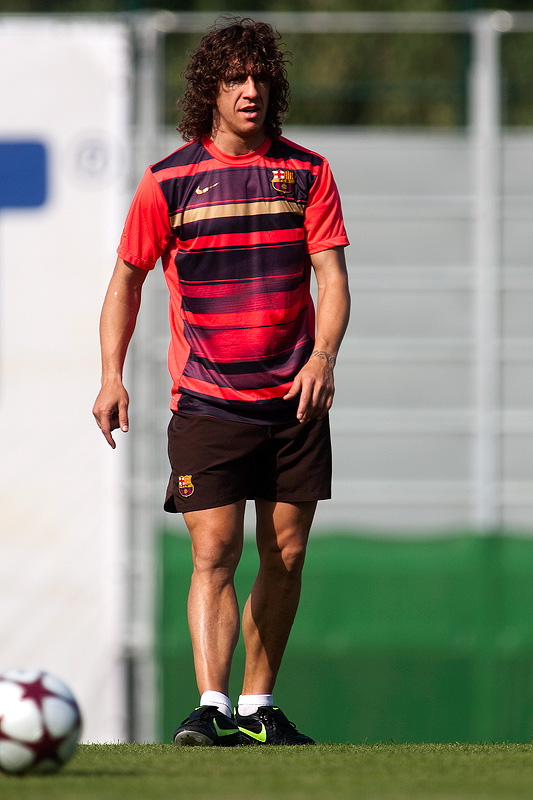
Puyol durante un entrenamiento con el F. C. Barcelona en 2009.

El 3 de noviembre de 2006 murió su padre, Josep Puyol, a los 56 años, en un accidente laboral en el municipio de Sarroca de Bellera, a 15 km de Puebla de Segur. El jugador tenía en su figura paterna un ejemplo de sacrificio y trabajo, como explicaba en su biografía Mi partido, antes del suceso, y el golpe moral para Carles fue muy duro.

#### Temporada 2007/08
Carles sufrió una lesión de rodilla cuando había finalizado la temporada. Estuvo de baja menos de tres meses y llegó justo al comienzo de la temporada 2007-2008, perdiéndose solamente un mes de juego. El 6 de abril de 2008 Carles Puyol, en el partido que enfrentaba al FC Barcelona contra el Getafe, logra robar 22 balones, batiendo así el récord de la historia de la Liga, y superando el anterior récord de 20 balones recuperados que tenía Sergio Ramos. El 27 de octubre de 2008 FIFPro incluyó a Carles Puyol dentro de su once ideal del año.

#### Temporada 2008/09

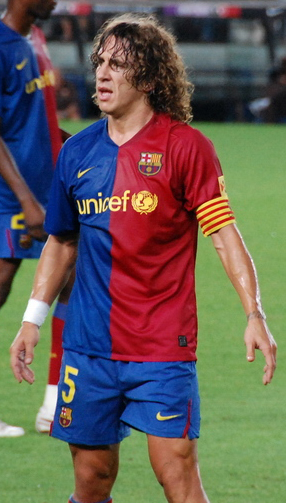
Puyol con el FC Barcelona el año del sextete

En 2009 consigue un triplete histórico con el FC Barcelona: campeón de la Liga española, campeón de la Copa del Rey (en Valencia contra el Athletic de Bilbao) y campeón de la Liga de Campeones de la UEFA (en Roma contra el Manchester United). Meses más tarde, consigue también el sextete: Copa del Rey, Liga Española, Liga de Campeones de la UEFA, Supercopa de España, Supercopa de Europa y Mundial de Clubes, formando parte del primer equipo en conseguirlo.

#### Temporada 2009/10
En 2010 revalidaría el título de campeón de Liga y llegaría a semifinales de la Liga de Campeones de la UEFA, donde sería apeado por el Inter en una eliminatoria en la que no pudo disputar una vez más la vuelta (esta vez en el Camp Nou). A inicios de esta misma temporada renovaría hasta el 2012 con la posibilidad de seguir un año más o de rescindir el contrato voluntariamente, dependiendo de la participación en el equipo.

#### Temporada 2010/11
En el 2011 consiguió por tercera vez consecutiva ser campeón de la Liga con el F. C. Barcelona y también ganó la Champions League por tercera vez, venciendo 3 por 1 al Manchester United en la final jugada en el estadio de Wembley.

#### Temporada 2011/12

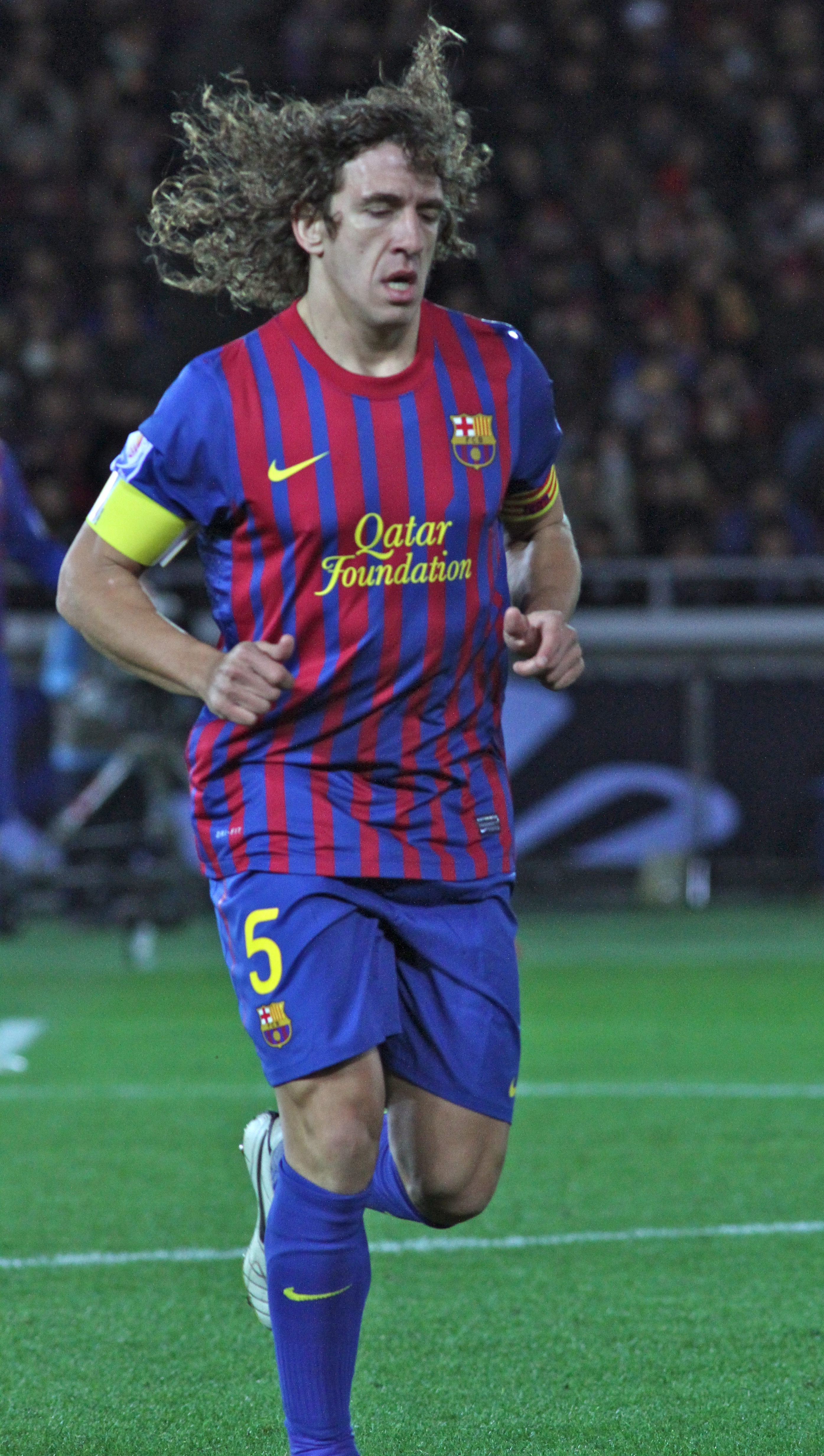
Puyol en la temporada 2011/12.

En 2012 sufre una lesión en la rodilla que le impide participar en la final de la Copa del Rey ante el Athletic de Bilbao, que acabaría con victoria por 3 a 0 a favor del F. C. Barcelona, siendo este el último título de «La Era Guardiola». Además se pierde la Eurocopa de 2012 con la selección española.

#### Temporada 2012/13
En enero de 2013 firmó una renovación con el F. C. Barcelona hasta el 30 de junio de 2016, además de afirmar su deseo de retirarse a los 40 años. Sin embargo, el 4 de marzo del 2014, anuncia en una rueda de prensa que rescindirá su contrato para dejar el club a final de temporada debido a las lesiones.

#### Temporada 2013/14 y retirada
El 4 de marzo del 2014, anuncia que deja el Barça al final de temporada. El capitán azulgrana lo hizo público en una comparecencia que ha ofrecido en la Ciutat Esportiva Joan Gamper. El capitán estuvo acompañado de Andoni Zubizarreta, director deportivo del Barça, su amigo Iván de la Peña, su representante Ramón Sostres, el fisioterapeuta Juanjo Brau, el doctor Ricard Pruna y sus compañeros Pinto, Bartra, Tello, Montoya, Afellay, Adriano y Oier. Puyol dejó el club de su vida el 30 de junio, después de 19 años en la entidad y tras 15 temporadas en el primer equipo. En su trayectoria como azulgrana, el central de Puebla de Segur ha conseguido 21 títulos, a los que se le debe sumar los dos trofeos que ha ganado con la selección española. El 29 de mayo de 2014 Carles Puyol, acompañado por su novia Vanesa Lorenzo, Iván de la Peña y Juan Carlos Unzué, presentó en Barcelona en los cines Cinesa Diagonal el documental sobre su vida "Puyol, más que un capitán". Semanas después de su retirada, el entrenador Juan Manuel Lillo intentó convencerlo de volver a la actividad acercándolo al Millonarios FC de Colombia, aunque este declinó de la oferta.

## Selección española
Debutó en la selección española de la mano de José Antonio Camacho, el 15 de noviembre de 2000, en el Estadio de La Cartuja de Sevilla, en partido amistoso ante selección de fútbol de los Países Bajos, en el mismo partido en el que hizo su debut Xavi Hernández. El 6 de febrero de 2013, y luciendo el brazalete de capitán, alcanzó las 100 internacionalidades, en el partido frente a Uruguay disputado en Doha, Catar.
Con las categorías inferiores, disputó siete encuentros en categorías sub-18 y sub-21, además de disputar con la selección olímpica los Juegos Olímpicos de Sídney 2000, con Iñaki Sáez como seleccionador, en los que España logró la medalla de plata, tras empatar 2-2 en la final y perder en la tanda de penaltis frente a Camerún.

### Selección absoluta

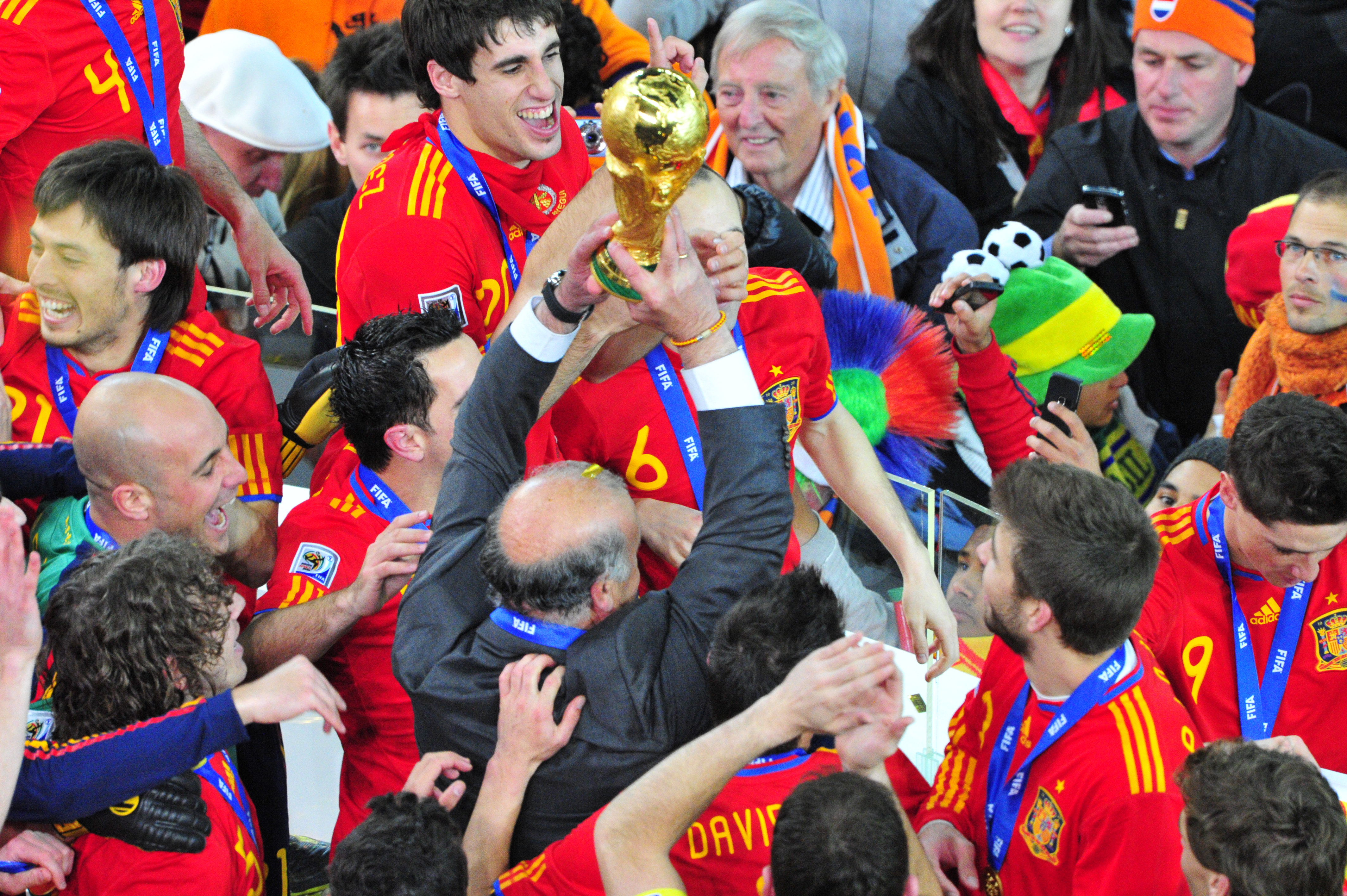
Puyol (esquina inferior izquierda) campeón del mundo en 2010 con la selección española

Puyol ha participado con la selección absoluta, en tres Copas Mundiales (Corea y Japón 2002, Alemania 2006 y Sudáfrica 2010), una Copa FIFA Confederaciones (Sudáfrica 2009) y dos Eurocopas (Portugal 2004 y Austria y Suiza 2008).
Su primer gran campeonato de selecciones fue la Copa del Mundo de Corea y Japón de 2002, en la que disputó cuatro partidos y en la que España fue eliminada por Corea del Sur en los cuartos de final, en un partido marcado por un polémico arbitraje.
La Eurocopa 2004, fue su primera participación en este torneo continental, en el que con Iñaki Sáez como seleccionador, España cayó eliminada en la primera fase.
En el Mundial de Alemania 2006, su segunda participación mundialista, formó como titular junto a Pablo Ibáñez en el eje de la defensa, en los cuatro partidos disputados por el combinado nacional. Tras una sensacional fase de grupos, con un partido inaugural frente a Ucrania que concluyó 4-0 y en el que Puyol realizó una de las jugadas más espectaculares de su carrera, que culminó con una brillante asistencia de gol a Fernando Torres, España quedó eliminada en octavos de final ante Francia, que a la postre concluyó subcampeona del mundo.
La Eurocopa 2008, constituyó el primer gran éxito de esta generación del fútbol español, al proclamarse campeones de Europa el 29 de junio de 2008 en el Estadio Ernst Happel de Viena. Puyol disputó todos los encuentros de dicha Eurocopa, a excepción del último partido de la fase de grupos contra Grecia, estando la selección ya clasificada. Fue elegido uno de los 23 integrantes del equipo ideal del torneo por la UEFA.
En 2010, Puyol formó parte de la selección española que se proclamó campeona del Mundo el 11 de julio de 2010 en Johannesburgo. El central disputó todos los partidos y minutos de la competición, formando en el centro de la zaga junto a su compañero en el FC Barcelona Gerard Piqué. En las semifinales del 7 de julio de 2010 marcó un histórico gol de cabeza ante Alemania, después de un saque de esquina de Xavi Hernández, que daría el pase a España a la final de la Copa del Mundo, en la que se impusieron por 1-0 a Países Bajos.
El 1 de agosto de 2010 anunció su continuidad en la selección española, con la intención de disputar la Eurocopa 2012 de Polonia y Ucrania. Finalmente, su participación en dicha Eurocopa se vería frustrada a causa de una lesión en la rodilla derecha.

### Participaciones en Fases Finales
| Copa                           | Sede                  | Resultado        |
| ------------------------------ | --------------------- | ---------------- |
| Juegos Olímpicos 2000          | Australia             | Medalla de plata |
| Copa Mundial de Fútbol de 2002 | Corea del Sur y Japón | Cuartos de final |
| Eurocopa 2004                  | Portugal              | Primera fase     |
| Copa Mundial de Fútbol de 2006 | Alemania              | Octavos de final |
| Eurocopa 2008                  | Austria y Suiza       | Campeón          |
| Copa FIFA Confederaciones 2009 | Sudáfrica             | Tercer lugar     |
| Copa Mundial de Fútbol de 2010 | Sudáfrica             | Campeón          |

### Goles como internacional
| # | Fecha                 | Estadio                                  | Rival             | Gol | Resultado | Competición                       |
| - | --------------------- | ---------------------------------------- | ----------------- | --- | --------- | --------------------------------- |
| 1 | 17 de abril de 2002   | Windsor Park, Belfast, Irlanda del Norte | Irlanda del Norte | 4-0 | 5-0       | Amistoso                          |
| 2 | 11 de octubre de 2008 | A. Le Coq Arena, Tallin, Estonia         | Estonia           | 0-3 | 0-3       | Clasificación del Mundial de 2010 |
| 3 | 7 de julio de 2010    | Estadio Moses Mabhida, Durban, Sudáfrica | Alemania          | 1-0 | 1-0       | Copa Mundial de Fútbol de 2010    |

## Selección catalana

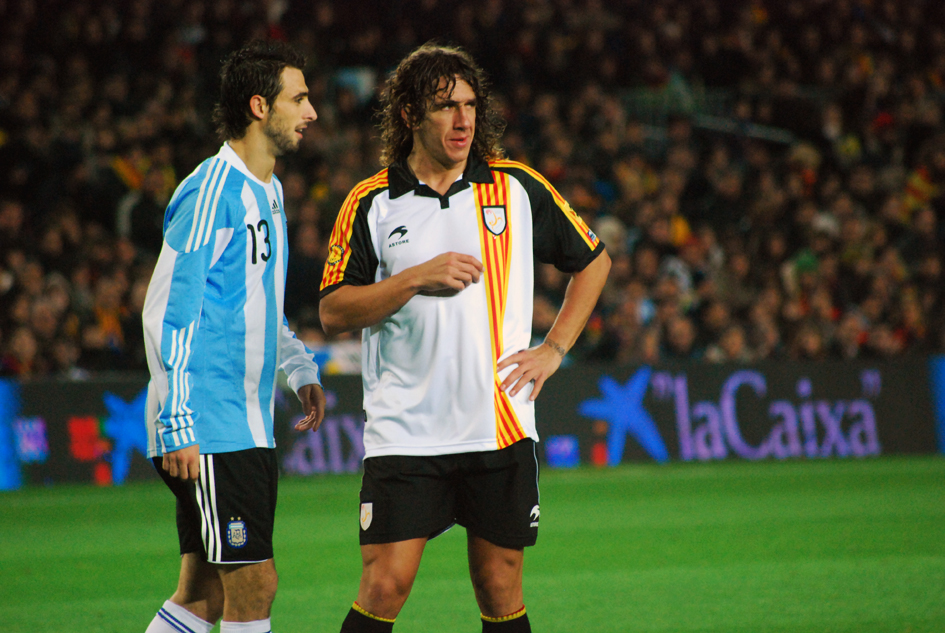
Puyol, con la camiseta de la selección catalana.

Carles Puyol también ha disputado partidos con la selección de fútbol de Cataluña. Su debut como jugador de la selección de fútbol de Cataluña tuvo lugar el 22 de diciembre de 2001, en un partido amistoso jugado en el Camp Nou (Barcelona) ante la selección de Chile con una victoria del equipo catalán por 1-0.
Puyol vistió otra vez la camiseta de la selección catalana el 22 de diciembre del 2009, cuando jugó de nuevo un partido amistoso pero frente a la selección de fútbol de Argentina. Carles Puyol fue sustituido en el minuto 62.
El penúltimo partido disputado por Carles Puyol fue en el enfrentamiento de Cataluña contra Honduras el 28 de diciembre de 2010, en el estadio Olímpico Lluís Companys, Barcelona, España. El partido terminó 4:0 a favor de la selección catalana. Puyol sufrió una lesión y fue sustituido en el minuto 64 por Marc Bartra.
Puyol jugó su último partido vistiendo la camiseta catalana el 2 de enero de 2013 ante la selección de Nigeria. El marcador terminaría 1-1. El jugador español comenzó el partido y fue reemplazado en el minuto 45 por su compatriota Marc Bartra.

### Partidos disputados
| N.º | Fecha                   | Estadio                            | Oponente  | Marcador | Competición |
| --- | ----------------------- | ---------------------------------- | --------- | -------- | ----------- |
| 1   | 28 de diciembre de 2001 | Camp Nou, Barcelona                | Chile     | 1–0      | Amistoso    |
| 2   | 29 de diciembre de 2007 | San Mamés, Bilbao                  | Euskadi   | 1–1      | Amistoso    |
| 3   | 28 de diciembre de 2008 | Camp Nou, Barcelona                | Colombia  | 2–1      | Amistoso    |
| 4   | 22 de diciembre de 2009 | Camp Nou, Barcelona                | Argentina | 1–0      | Amistoso    |
| 5   | 28 de diciembre de 2010 | Olímpico Lluís Companys, Barcelona | Honduras  | 4–0      | Amistoso    |
| 6   | 2 de enero de 2013      | Cornellà-El Prat, Barcelona        | Nigeria   | 1–1      | Amistoso    |

## Perfil futbolístico

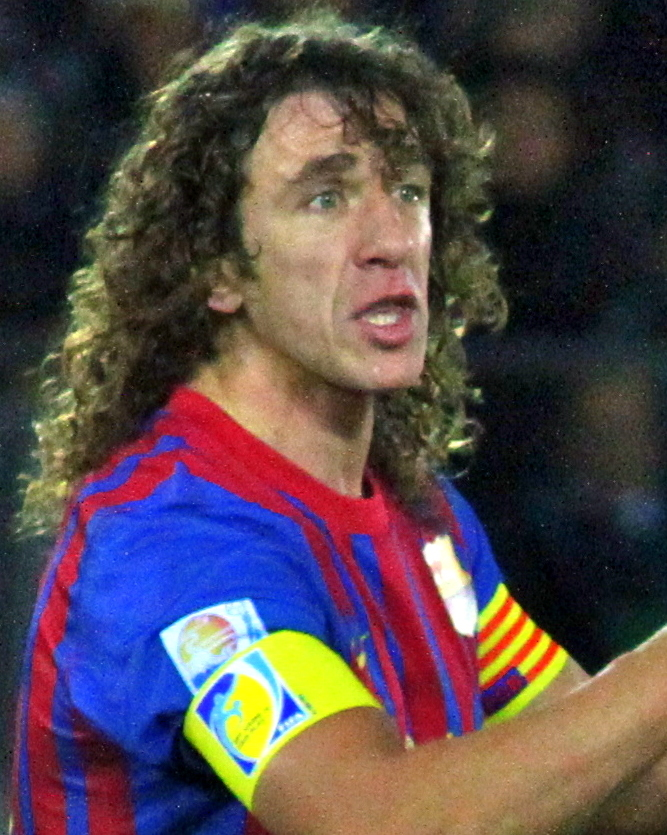
Puyol con el FC Barcelona

Carles Puyol fue considerado por la FIFA como uno de los mejores defensores del mundo debido a sus notables características como defensa central. La FIFA afirma que es «famoso por su estilo expeditivo y su precisión en el quite». Fue el capitán del F. C. Barcelona y uno de los jugadores más experimentados de la plantilla, junto con Xavi Hernández.
Carles Puyol es conocido por ser un jugador intenso y comprometido en la zaga defensiva. El médico del club Ricard Pruna describe a Puyol como un jugador "sólido, dinámico y con muy buenas reacciones, además de poseer una fuerza explosiva, es un atleta excepcional". Miguel Ángel Nadal, un exfutbolista español que militó en las filas del club en los años 90, alcanzó a jugar con Puyol durante un corto periodo, a finales de 1999. En unas declaraciones dijo: "Carlos juega con la madurez necesaria, tiene un gran sentido de la colocación, y sobre todo, tiene el orgullo de llevar la camiseta del club".
Puyol también es conocido por su liderazgo dentro del grupo y por su ética de trabajo. Muy frecuentemente el jugador continúa con su rutina de entrenamiento aun cuando la sesión ha terminado; también suele realizar entrenamientos en los días libres. Según los analistas deportivos de la cadena ESPN, Puyol es un "jugador completo, apasionado y comprometido". También lo describen como un jugador "resistente que combina una fuerza bruta y un buen sentido de la anticipación". La UEFA lo destaca como un "futbolista consolidado, no sólo por su potencia física, sino también por su gran colocación dentro de los terrenos de juego, uno de los mejores defensas del continente".
Según las palabras del exfutbolista italiano Franco Baresi, Puyol es uno de esos defensores que tienen "la capacidad de mantener la concentración durante todo un partido, sin dudar ni despistarse en ningún momento, además de la intensidad que imprimen en cada acción de juego".

## Estadísticas

### Clubes
Datos actualizados a fin de carrera deportiva.
| F. C. Barcelona "B" · España | 1996-1997     | 1   | 1  | –  | – | –   | – | 1   | 1  |
| F. C. Barcelona "B" · España | 1997-1998     | 42  | 3  | –  | – | –   | – | 42  | 3  |
| F. C. Barcelona "B" · España | 1998-1999     | 38  | 2  | –  | – | –   | – | 38  | 2  |
| F. C. Barcelona "B" · España | 1999-2000     | 8   | –  | –  | – | –   | – | 8   | 0  |
| F. C. Barcelona "B" · España | Total club    | 89  | 6  | 0  | 0 | 0   | 0 | 89  | 6  |
| F. C. Barcelona · España     | 1999-2000     | 24  | –  | 5  | – | 8   | – | 37  | 0  |
| F. C. Barcelona · España     | 2000-2001     | 17  | –  | 2  | – | 5   | – | 24  | 0  |
| F. C. Barcelona · España     | 2001-2002     | 35  | 2  | 1  | – | 15  | – | 51  | 2  |
| F. C. Barcelona · España     | 2002-2003     | 32  | –  | –  | – | 14  | – | 46  | 0  |
| F. C. Barcelona · España     | 2003-2004     | 27  | –  | 4  | – | 7   | – | 38  | 0  |
| F. C. Barcelona · España     | 2004-2005     | 36  | –  | 1  | – | 8   | – | 45  | 0  |
| F. C. Barcelona · España     | 2005-2006     | 35  | 1  | 5  | – | 12  | – | 52  | 1  |
| F. C. Barcelona · España     | 2006-2007     | 35  | 1  | 10 | – | 10  | 1 | 55  | 2  |
| F. C. Barcelona · España     | 2007-2008     | 30  | –  | 7  | – | 10  | 1 | 47  | 1  |
| F. C. Barcelona · España     | 2008-2009     | 28  | 1  | 6  | – | 11  | – | 45  | 1  |
| F. C. Barcelona · España     | 2009-2010     | 32  | 1  | 5  | – | 11  | – | 48  | 1  |
| F. C. Barcelona · España     | 2010-2011     | 17  | 1  | 2  | – | 8   | – | 27  | 1  |
| F. C. Barcelona · España     | 2011-2012     | 26  | 3  | 7  | 2 | 11  | – | 44  | 5  |
| F. C. Barcelona · España     | 2012-2013     | 13  | 1  | 5  | 1 | 4   | – | 22  | 2  |
| F. C. Barcelona · España     | 2013-2014     | 5   | 1  | 6  | 1 | 1   | – | 12  | 2  |
| F. C. Barcelona · España     | Total club    | 392 | 12 | 67 | 4 | 129 | 2 | 593 | 19 |
| Total carrera                | Total carrera | 481 | 18 | 66 | 4 | 129 | 2 | 676 | 22 |
| 1. 2. 3.                     |               |     |    |    |   |     |   |     |    |

### Selección nacional
| Selección                                  | Año                 | Partidos | Goles |
| ------------------------------------------ | ------------------- | -------- | ----- |
| España                                     | 2000                | 1        | 0     |
| España                                     | 2001                | 4        | 0     |
| España                                     | 2002                | 10       | 1     |
| España                                     | 2003                | 8        | 0     |
| España                                     | 2004                | 10       | 0     |
| España                                     | 2005                | 10       | 0     |
| España                                     | 2006                | 10       | 0     |
| España                                     | 2007                | 5        | 0     |
| España                                     | 2008                | 14       | 1     |
| España                                     | 2009                | 8        | 0     |
| España                                     | 2010                | 14       | 1     |
| España                                     | 2011                | 4        | 0     |
| España                                     | 2012                | 1        | 0     |
| España                                     | 2013                | 1        | 0     |
| Total en su carrera                        | Total en su carrera | 100      | 3     |
| Estadísticas hasta el 14 de junio de 2013. |                     |          |       |

| Selección                                 | Año                 | Partidos | Goles |
| ----------------------------------------- | ------------------- | -------- | ----- |
| Cataluña                                  | 2001                | 1        | 0     |
| Cataluña                                  | 2007                | 1        | 0     |
| Cataluña                                  | 2008                | 1        | 0     |
| Cataluña                                  | 2009                | 1        | 0     |
| Cataluña                                  | 2010                | 1        | 0     |
| Cataluña                                  | 2013                | 1        | 0     |
| Total en su carrera                       | Total en su carrera | 6        | 0     |
| Estadísticas hasta el 2 de enero de 2013. |                     |          |       |

### Resumen estadístico
| División                                  | Partidos | Goles | Promedio |
| ----------------------------------------- | -------- | ----- | -------- |
| Primera División de España                | 392      | 13    | 0.03     |
| Segunda División de España                | 39       | 3     | 0.08     |
| Segunda División B de España              | 44       | 1     | 0.02     |
| Copas nacionales                          | 64       | 4     | 0.06     |
| Copas internacionales                     | 137      | 2     | 0.01     |
| Selección de España                       | 100      | 3     | 0.03     |
| Selección de Cataluña                     | 6        | 0     | 0        |
| Total en su carrera                       | 782      | 26    | 0.03     |
| Estadísticas hasta el 2 de marzo de 2014. |          |       |          |

## Palmarés

### Títulos nacionales
| Título                       | Club              | País   | Año  |
| ---------------------------- | ----------------- | ------ | ---- |
| Segunda División B de España | F. C. Barcelona B | España | 1998 |
| Primera División de España   | F. C. Barcelona   | España | 2005 |
| Supercopa de España          | F. C. Barcelona   | España | 2005 |
| Primera División de España   | F. C. Barcelona   | España | 2006 |
| Supercopa de España          | F. C. Barcelona   | España | 2006 |
| Copa del Rey                 | F. C. Barcelona   | España | 2009 |
| Primera División de España   | F. C. Barcelona   | España | 2009 |
| Supercopa de España          | F. C. Barcelona   | España | 2009 |
| Primera División de España   | F. C. Barcelona   | España | 2010 |
| Supercopa de España          | F. C. Barcelona   | España | 2010 |
| Primera División de España   | F. C. Barcelona   | España | 2011 |
| Supercopa de España          | F. C. Barcelona   | España | 2011 |
| Copa del Rey                 | F. C. Barcelona   | España | 2012 |
| Primera División de España   | F. C. Barcelona   | España | 2013 |
| Supercopa de España          | F. C. Barcelona   | España | 2013 |

### Títulos internacionales
| Título                       | Selección       | Sede            | Año  |
| ---------------------------- | --------------- | --------------- | ---- |
| Juegos Olímpicos             | España (sub-23) | Australia       | 2000 |
| Eurocopa                     | España          | Austria y Suiza | 2008 |
| Copa Mundial de Fútbol       | España          | Sudáfrica       | 2010 |
| Título                       | Club            | Sede            | Año  |
| Liga de Campeones de la UEFA | F. C. Barcelona | París           | 2006 |
| Liga de Campeones de la UEFA | F. C. Barcelona | Roma            | 2009 |
| Supercopa de Europa          | F. C. Barcelona | Mónaco          | 2009 |
| Mundial de Clubes            | F. C. Barcelona | Abu Dabi        | 2009 |
| Liga de Campeones de la UEFA | F. C. Barcelona | Londres         | 2011 |
| Supercopa de Europa          | F. C. Barcelona | Mónaco          | 2011 |
| Mundial de Clubes            | F. C. Barcelona | Yokohama        | 2011 |

### Distinciones individuales
| Reconocimiento | Año                                |
| --- | ---------------------------------- |
| Premio Don Balón al mejor jugador revelación                                                                         | 2001                               |
| Premios Protagonistas al mejor futbolista                                                                            | 2002                               |
| Incluido en el Equipo del año UEFA                                                                                   | 2002, 2005, 2006, 2008, 2009, 2010 |
| Once ideal del European Sports Media                                                                                 | 2002, 2003, 2005, 2006             |
| Trofeo Patricio Arabolaza                                                                                            | 2002, 2004                         |
| Defensa del año de la UEFA                                                                                           | 2006                               |
| Mejor deportista español por el diario Mundo Deportivo                                                               | 2006                               |
| Incluido en el FIFA/FIFPro World XI                                                                                  | 2007, 2008, 2010                   |
| Once ideal por el diario El País                                                                                     | 2008                               |
| Incluido en el Equipo del Torneo de la Eurocopa                                                                      | 2008                               |
| Once ideal de la Copa FIFA Confederaciones                                                                           | 2009                               |
| Once ideal por el diario La Gazzetta dello Sport                                                                     | 2009, 2010                         |
| Once ideal por el diario L'Équipe                                                                                    | 2009, 2010                         |
| Once ideal de la década por el diario The Sun                                                                        | 2009                               |
| Once ideal de la década por la revista Don Balón                                                                     | 2010                               |
| Elegido uno de los 50 mejores jugadores de la Copa Mundial por ESPN                                                  | 2010                               |
| Once ideal de la Copa Mundial de Fútbol                                                                              | 2010                               |
| Once ideal por el diario Marca                                                                                       | 2010                               |
| Deportista del año por la Unión de Federaciones Deportivas de Cataluña                                               | 2010                               |
| Once ideal por la organización deportiva Opta Sports                                                                 | 2010                               |
| Once ideal por el diario The Times of India                                                                          | 2010                               |
| Once ideal de la Liga de España por la UEFA                                                                          | 2010, 2012                         |
| Incluido en el «Equipo de los equipos del año» por la UEFA                                                           | 2011                               |
| Premio LFP al Juego Limpio                                                                                           | 2012                               |
| Miembro del Club de los Cien de la FIFA                                                                              | 2013                               |
| Elegido por el diario británico The Guardian como uno de los 100 mejores futbolistas en la historia de los mundiales | 2014                               |
| One-Club Player Award                                                                                                | 2018                               |

### Condecoraciones
| Reconocimiento                                                      | Año  |
| ------------------------------------------------------------------- | ---- |
| Real Orden del Mérito Deportivo en la categoría de «Medalla de oro» | 2011 |

## Otros datos de interés
- Es el cuarto futbolista en la historia del F. C. Barcelona con mayor cantidad de partidos disputados en todas las competiciones (segundo cuando se retiró),[8] con 593 encuentros oficiales, y el séptimo de la historia en alcanzar los 100 encuentros con la selección española.
- Séptimo futbolista con mayor cantidad de títulos obtenidos en toda la historia del F. C. Barcelona (segundo cuando se retiró), con un total de 21 trofeos, solo superado por Lionel Messi, Andrés Iniesta, Gerard Piqué, Sergio Busquets, Xavi Hernández y Daniel Alves e igualado con Víctor Valdés.
- Primer defensa español en ser elegido en seis ocasiones para el Equipo del año UEFA en 2002, 2005, 2006, 2008, 2009 y 2010.[9] El 18 de enero de 2012, la UEFA publicó un once ideal llamado "El equipo de los Equipos del Año", en el que Puyol fue uno de los once integrantes, distinción que le reconoce como uno de los mejores defensas europeos de esa década.[10]
- Primer defensa español en conseguir tres participaciones en el XI Mundial de la FIFA: 2007, 2008 y 2010. Después fue superado por Gerard Piqué y Sergio Ramos[11]
- Fue incluido consecutivamente en el «Equipo Ideal» de tres torneos de selecciones: Eurocopa 2008,[13] Copa Confederaciones 2009[14] y Copa Mundial de la FIFA 2010.[15]
- En 2009, Puyol se convirtió en el primer capitán en la historia del Fútbol Club Barcelona en levantar seis copas en un mismo año (Liga Española, Copa del Rey, Supercopa de España, Liga de Campeones de la UEFA, Supercopa de Europa y Copa Mundial de Clubes de la FIFA).
- Primer futbolista español que ha conformado cuatro veces en el equipo ideal de la European Sports Media (2002, 2003, 2005 y 2006).
- Primer defensa español en superar los 100 partidos en toda la historia de la Liga de Campeones de la UEFA (115, sin incluir rondas clasificatorias).
- A mediados del mes de abril de 2013 rindió homenaje póstumo a Miki Roqué (víctima de un tumor), después de personalizar y estrenar unas botas de fútbol con sus las iniciales: MR26.[77]
- El 28 de mayo de 2011, día en que el F. C. Barcelona ganó la Liga de Campeones de la UEFA 2010-11, «Puyol le cedió los honores de capitán a Abidal para levantar la Copa», una acción calificada como un «emotivo gesto» por parte del capitán.[78]
- El 13 de julio de 2014 fue elegido por la FIFA junto con Gisele Bündchen para entregar el trofeo del mundial en la final de la Copa Mundial de Fútbol de 2014, celebrado en el Estadio Maracaná.[79]
- A comienzos del mes de julio de 2014, su vida fue llevada a la pantalla: Puyol, más que un capitán, filme que muestra su vida dentro y fuera de los terrenos de juego.[80]

## Filmografía
- Puyol, más que un capitán (2014).